# Ayuntamiento de Singapur
El Ayuntamiento de Singapur es un monumento nacional publicado el 14 de febrero de 1992. Se puede encontrar frente al histórico Padang y junto a la Corte Suprema de Singapur, fue diseñado y construido por los arquitectos de la Comisión Municipal de Singapur, A. Gordans y FD Meadows de 1926 a 1929. Un tramo de escaleras lleva a los visitantes desde la columnata corintia hasta el edificio principal. Fue construido para reemplazar varias casas diseñadas por el arquitecto GD Coleman. Primero se lo conoció como edificio municipal hasta 1951, cuando el rey Jorge VI concedió a Singapur el estatus de ciudad.

## Historia

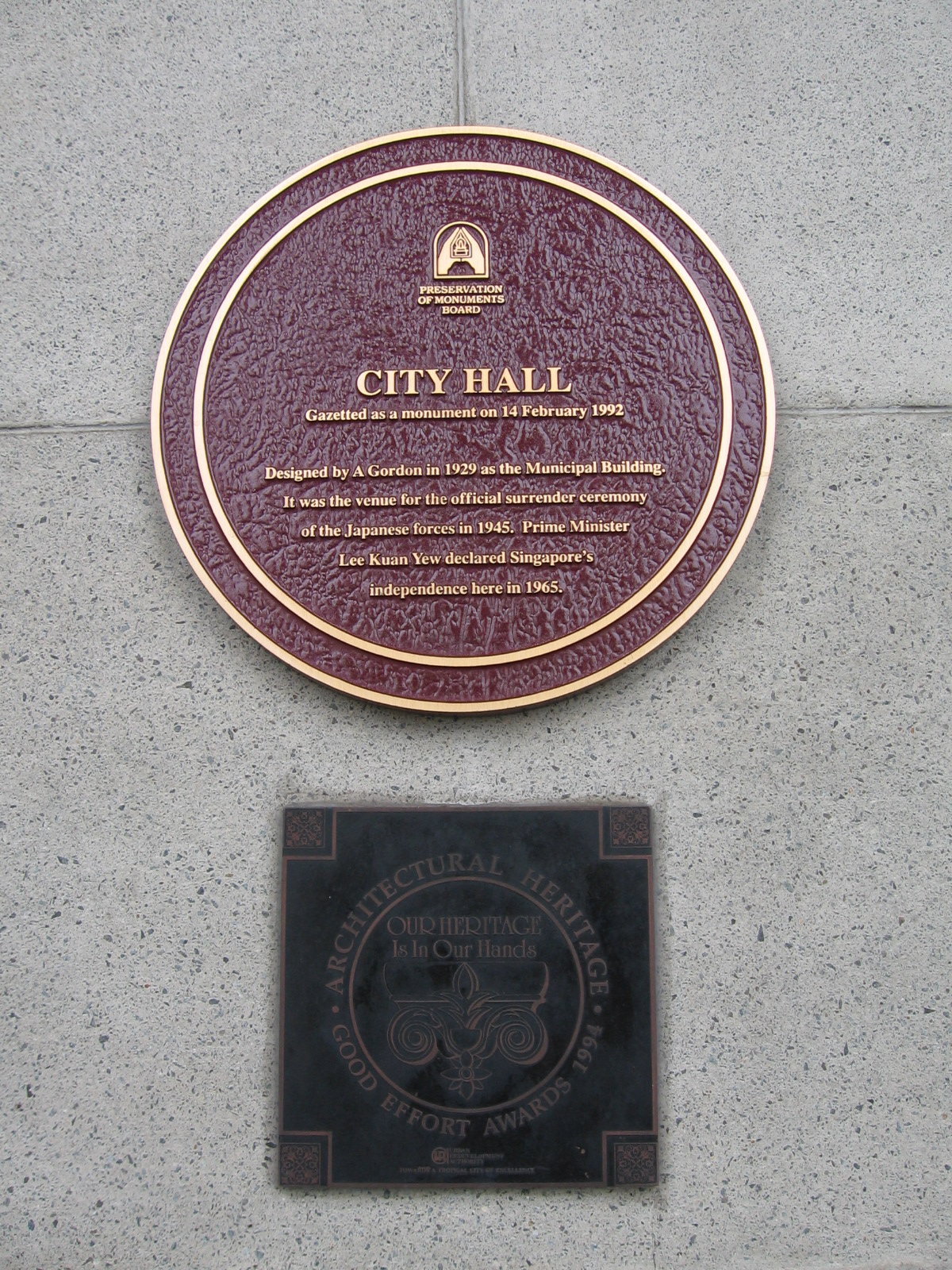
Placa instalada en la fachada del Ayuntamiento tras su declaración como Monumento Nacional en 1992.

El Edificio Municipal fue planeado y diseñado por el arquitecto municipal SD Meadows, y luego por Alexander Gordon, quien asumió el cargo en 1925. La empresa de construcción de Londres Perry and Co. (Overseas) Ltd. comenzó en 1926 y se completó en 1929. En abril, el municipio se mudó a su nuevo hogar. El gobernador Hugh Clifford inauguró oficialmente el nuevo edificio municipal el 23 de julio de 1929. Durante la Segunda Guerra Mundial, cuando los japoneses ocuparon Singapur, gestionaron los asuntos cívicos desde el Edificio Municipal. Los asuntos políticos ya se estaban llevando a cabo en el edificio. En 1943, el líder del Ejército Nacional Indio, Subhas Chandra Bose, pidió apoyo japonés para ayudar a India a ser independiente del gobierno británico en el Edificio Municipal. Los prisioneros de guerra británicos fueron reunidos frente al edificio para marchar a campos de prisioneros de guerra como la prisión de Changi y Selarang. El 12 de septiembre de 1945, el general japonés Itagaki se rindió a Lord Mountbatten en los escalones del edificio para poner fin a la Segunda Guerra Mundial en Singapur. En 1951, se le cambió el nombre a su nombre actual City Hall para marcar a Singapur como ciudad, después de que se le concediera el estatus de ciudad.
En 1959, el entonces primer ministro Lee Kuan Yew declaró el autogobierno en este edificio. También fue la primera vez que el pueblo de Singapur escuchó el nuevo himno nacional y vio su bandera nacional. Lee y sus ocho ministros del gabinete prestaron juramento en el cargo político en la cámara del Ayuntamiento ante el primer Yang di-Pertuan Negara, Yusof bin Ishak, cuyo juramento también se tomó en el Ayuntamiento. Lee Kuan Yew leyó la Proclamación de Malasia en el Ayuntamiento en 1963 y declaró que Singapur ya no estaba bajo el dominio británico. La gente celebró el primer Día de Malasia en el Padang que estaba fuera del Ayuntamiento. Cuando Singapur ya no formaba parte de Malasia, el primer Desfile del Día Nacional se llevó a cabo allí en 1966. Los escalones del Ayuntamiento también se utilizan como zona de asientos VIP cuando se celebran allí los Desfiles del Día Nacional.
Singapur tiene en la actualidad un sistema de gobierno unitario. No ha tenido alcalde ni ayuntamiento desde el final del dominio británico. El gobernante Partido Acción Popular suprimió el Ayuntamiento y la Junta Rural en 1959, y desapareció el cargo de alcalde. Sin embargo, hay cinco Consejos de Desarrollo Comunitario (a saber, Centro de Singapur, Noreste, Noroeste, Sudeste y Suroeste) que se establecieron en 1997. Los CDC no son órganos elegidos directamente, sino que cada uno de ellos consta de 12 a 80 miembros designados por el presidente o vicepresidente de la Asociación Popular. Cada uno de los cinco CDC está encabezado por un alcalde, que suele ser un diputado electo en el Parlamento de Singapur.
En 1987, el edificio se sometió a una mejora masiva para permitir que el edificio albergara oficinas gubernamentales. En 1988 se trasladaron al Tribunal Supremo doce Salas de Audiencia de este edificio. Este trabajo de restauración ganó un Premio al Buen Esfuerzo en 1994 por parte de la Autoridad de Reurbanización Urbana. Fue el lugar donde el Primer Ministro Goh Chok Tong tuvo su ceremonia de toma de posesión y el juramento de su gabinete en 1990. También se usó para muchos eventos gubernamentales a lo largo de los años, se usó como sede de la Bienal de Singapur y para las Reuniones del FMI y el Banco Mundial cuando se llevó a cabo en Singapur en 2006.
En 2015, junto con el antiguo edificio adyacente de la Corte Suprema, se convirtió en la Galería Nacional de Singapur.